# Manent-Montané
Manent-Montané (gaskognisch: Manent e Montaner) ist eine französische Gemeinde mit 87 Einwohnern (Stand 1. Januar 2022) im Département Gers in der Region Okzitanien (bis 2015 Midi-Pyrénées); sie gehört zum Arrondissement Mirande und zum Gemeindeverband Val de Gers. Die Bewohner nennen sich Manentois/Manentoises.

## Geografie
Manent-Montané liegt rund 26 Kilometer südöstlich von Mirande und 35 Kilometer südlich von Auch ganz im Süden des Départements Gers. Die Gemeinde besteht aus Weilern, zahlreichen Streusiedlungen und Einzelgehöften. Der Fluss Arrats durchquert die Gemeinde in nördlicher Richtung.
Nachbargemeinden sind Cap d’Astarac im Norden und Nordosten, Lalanne-Arqué im Osten und Südosten, Mont-d’Astarac im Süden, Südwesten und Westen sowie Arrouède im Nordwesten.

## Bevölkerungsentwicklung

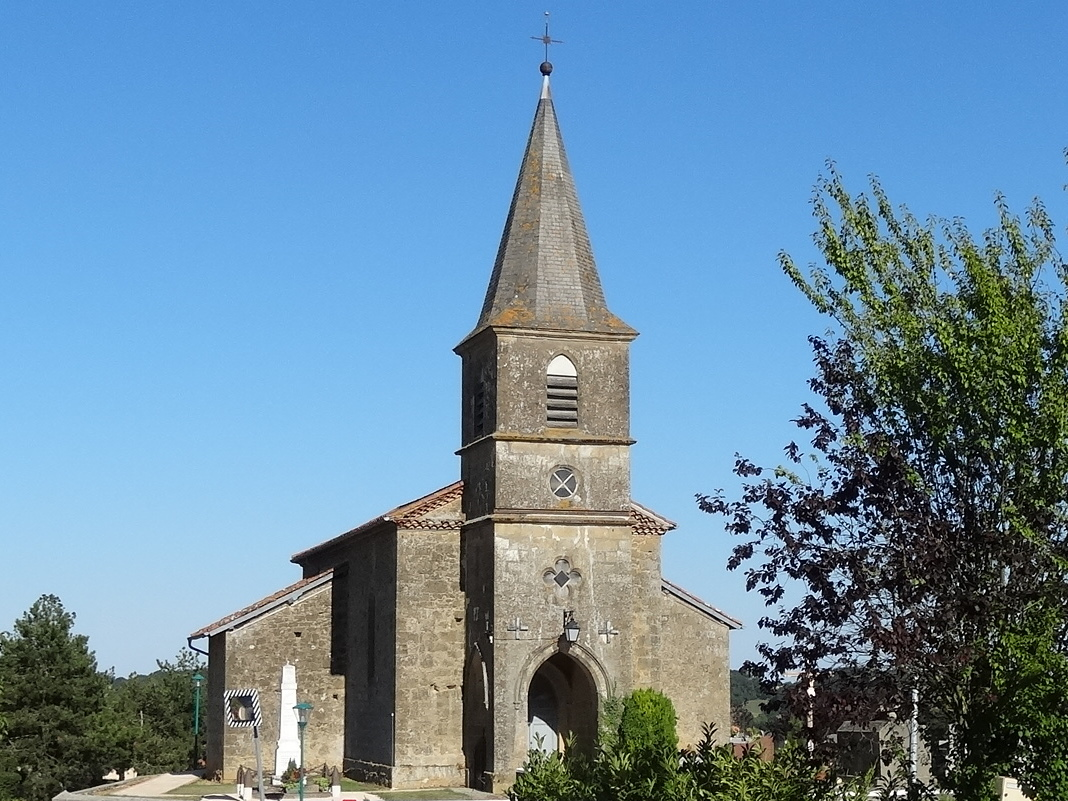
Kirche Saint-Germier

| Jahr                                                                                               | 1793 | 1806 | 1821 | 1831 | 1962 | 1968 | 1975 | 1982 | 1990 | 1999 | 2006 | 2017 |
| Einwohner                                                                                          | 240  | 213  | 246  | 332  | 131  | 128  | 136  | 123  | 103  | 106  | 91   | 92   |
| Quellen: Cassini, Manent Cassini, Montané und INSEE; 1793 bis 1821 bereits heutiges Gemeindegebiet |      |      |      |      |      |      |      |      |      |      |      |      |